# Žestokij romans
Žestokij romans (in russo Жестокий романс?, Una romanza crudele) è un film sovietico del 1984 diretto da El'dar Rjazanov, tratto dal dramma di A. N. Ostrovskij Senza dote (Бесприданница).